# Titus Sextius
Pour les articles homonymes, voir Sextius et Sextii.
Titus Sextius est un soldat et un homme politique de l'Empire romain.

## Biographie
Originaire d'Ostie et membre de la tribu Veturia, il n'est pas issu de la famille consulaire des Sextii, il a gravi les échelons grâces à ses talents militaires.
Il a été légat pendant la guerre des Gaules de 53 à 50 av. J.-C. sous le commandement de Jules César. Il a peut-être servi dans la guerre civile de 49 à 45 av. J.-C. En 44, il remplace Salluste comme gouverneur de la nouvelle province d'Africa nova, découpée dans le royaume défait de Numidie. Il a soutenu Marc Antoine durant la guerre civile de Modène en 43. Après la création du second triumvirat, dont Antoine était membre, en novembre 43, il fut chargé de destituer Cornificius. Il envahit Africa vetus et vainquit Cornificius, le tuant au combat près d'Utique en 42.
Après Utique, Sextius gouverna les deux provinces africaines jusqu'à ce que, à la demande de Lucius Antonius, il les cède à Caius Fuficius Fango en 41. Lorsque la guerre de Pérouse éclata cette année-là, il se rangea à nouveau du côté d'Antoine et récupéra les deux Afrique. À la fin de la guerre, il rendit les provinces au triumvir Lepide.
Il eut comme fils Titus Sextius Africanus, donc le cognonem fait référence aux gouvernements de son père en Afrique, comme petit-fils Titus Sextius Lateranus et une petite fille Sextia, épouse de Mamercus Æmilius Scaurus puis de Lucius Cornelius Sulla Félix.
Titus Sextius Africanus est son arrière-petit-fils.